# Arnhelm Neusüss
Arnhelm Neusüss (* 1937 in Eschwege, auch als Neusüß ausgeschrieben) ist ein deutscher Politologe und Soziologe.
Neusüss studierte Philosophie, Soziologie, Politikwissenschaft und Germanistik in Marburg/Lahn und Berlin und promovierte 1967 an der Universität Marburg bei dem Soziologen Heinz Maus und dem Politikwissenschaftler Wolfgang Abendroth mit einer Arbeit über die Wissenssoziologie von Karl Mannheim. Er war 1966 bis 1972 Assistent des Politologen Kurt Lenk an der Universität Erlangen-Nürnberg. Zu dieser Zeit war Neusüss im SDS  bis zu dessen Auflösung aktiv. 1973 folgte er einem Ruf an die Pädagogische Hochschule Berlin. Von 1980 bis zu seiner Entpflichtung im Jahre 2002 lehrte er am Fachbereich 15 der FU (Freie Universität Berlin), dem Otto-Suhr-Institut (OSI), Gesellschaftstheorie und Geschichte des Politikdenkens. In diesen Bereichen liegen auch seine Publikationen, die um die Kernfrage der Wissenssoziologie kreisen, nämlich die Entstehung, Verbreitung, Verwendung und Bewahrung von Wissen innerhalb von Gruppen, Gemeinschaften und Gesellschaften. Dabei orientierte er sich zunächst an der klassentheoretischen Problemstellung, die die Ideologielehre von Karl Marx vorgibt, später an der systemtheoretischen Problemstellung, die die Evolutionskonzeption von Niklas Luhmann eröffnet.

## Werk
1. Utopisches Bewußtsein und freischwebende Intelligenz. Zur Wissenssoziologie Karl Mannheims. In seiner 1968 publizierten Dissertation untersucht Neusüss die Struktur der wissenssoziologischen Begrifflichkeit Mannheims und ihres immanenten Beziehungsgeflechts, um sie im Geiste der "Kritischen Theorie" der Frankfurter Schule einer zugleich geschichtsmetaphysischen und positivistischen Verfehlung ihres innovatorischen Anspruchs zu überführen. In einem späteren Aufsatz (Die Entdeckung des blinden Flecks. Epitaph für Mannheim, 1988) hat er diese Kritik korrigiert.
2. Utopie. Begriff und Phänomen des Utopischen. In diesem zuerst ebenfalls 1968 erschienenen Sammelband mit ‚klassisch’ theoretischen Texten zur Utopie von Horkheimer und Bloch über Mannheim und Popper bis zu Buber und Kolakowski, der weite Verbreitung fand, favorisiert Neusüss in einer breit angelegten Einführung zur Geschichte der Begriffsverwendung einen „intentionalen Utopiebegriff“ in strikter Abgrenzung zum Begriff der Ideologie und im polemischen Gegensatz zu einem literarischen und einem historistischen Verständnis. Aus dieser Einleitung spricht der Schwung einer damals akuten Revolte, den Neusüss im Vorwort zur Ausgabe von 1986 revoziert.
3. Marxismus. Ein Grundriß der Großen Methode. Hervorgegangen aus einer 15-teiligen Sendereihe für den Sender Freies Berlin (SFB), die den Gesamtzusammenhang der marxistischen Gesellschafts- und Geschichtstheorie einem breiten Publikum erläutern sollte, hat diese 1981 erschienene Darstellung zwar einführenden Charakter, versucht aber zugleich, das Methodische gegen das Metaphysische im Marxismus zu setzen. Im Westen wurde sie als orthodox, im Osten als dissident empfunden.
4. Ein Ausflug ins Gebirge. Wie unser Horizont sich verschob. Wissenssoziologische Essays. In den nach der „Wende“ zwischen 1992 und 2006 publizierten und für dieses 2007 erschienene Buch überarbeiteten Texten reflektiert Neusüss noch einmal seine mit den Stichworten Utopie, Ideologie, Kritik, Geschichtsphilosophie, Gesellschaftstheorie, Intellektueller und Entscheidung bezeichneten Themen und erweitert sie durch aktuelle Blicke auf die Lage der Moral, der Kunst, des Tauschs und des Terrors. Mittels einer Kafka-Interpretation, die den Titel stiftet, versucht es eine Gegenwartsdiagnose, die den mit diesen Texten dokumentierten und im Mittelstück des Bandes auch autobiografisch skizzierten Lernprozess des Autors einbezieht (Der Austausch des Deutungsmusters. Rekonstruktion einer Befragung).
5. Der Deutsche Geist – ohne Glauben. Eine postmoderne Verteidigung.Texte zu: Geistbegriff, völkische Ideologie, Studentenrevolte, Lyrik.

## Veröffentlichungen (Auswahl)
- caput mortuum. Epische Gedichte. Böhland & Schremmer Verlag, Berlin 2020, ISBN 978-3-943622-47-8
- ZielSetzung. Neue Gedichte.lin Böhland & Schremmer Verlag, Berlin 2017, ISBN 978-3-943622-23-2
- SicherheitsAbstand. Gedichte. Böhland & Schremmer Verlag, Berlin 2016, ISBN 978-3-943622-17-1
- Der Deutsche Geist – ohne Glauben. Eine postmoderne Verteidigung. Böhland & Schremmer Verlag, Berlin 2016, ISBN 978-3-943622-14-0
- Selbst Referenz. Gedichte auf dem Plateau. Böhland & Schremmer Verlag, Berlin 2014, ISBN 978-3-943622-06-5
- BilderBuch. Poesie. Böhland & Schremmer Verlag, Berlin 2012, ISBN 978-3-943622-03-4
- Ein Ausflug ins Gebirge. Wie unser Horizont sich verschob. Wissenssoziologische Essays. wjs Verlag. Wolf Jobst Siedler jr., Berlin 2007, ISBN 978-3-937989-28-0.
- Das utopische Zeitalter. Versuch einen Rückblick vorauszusehen. In: Düsseldorfer Debatte 10 und 11, 1987
- Die Ideologien und das Ideologische. Zur Eingrenzung eines unermeßlichen Problems. In: Düsseldorfer Debatte 4 und 5, 1986
- Marxismus. Ein Grundriß der Großen Methode. (UTB; 1033). Fink, München 1981, ISBN 3-7705-1948-5.
- Utopie. Begriff und Phänomen des Utopischen. 3. überarb. Aufl. Campus-Verlag, Frankfurt/Main 1986, ISBN 3-593-33592-1.
- Utopisches Bewußtsein und freischwebende Intelligenz. Zur Wissenssoziologie Karl Mannheims. (Marburger Abhandlungen zur Politischen Wissenschaft). Meisenheim am Glan 1968 (zugl. Dissertation, Universität Marburg).
- Einleitung. In: Franz Jakubowski: Der ideologische Überbau in der materialistischen Geschichtsauffassung. (Archiv sozialistischer Literatur, Bd. 9) Verlag Neue Kritik, Frankfurt am Main 1968, S. I–XI.